# باد فيلبل
باد فيلبل (بالألمانية: Bad Vilbel) هي location with spa، بلدة، مدينة و بلدة ألمانية تقع في ألمانيا في Wetteraukreis.

## أعلام
- فريدل لوتس